# Herrarnas C-2 i slalom i kanotsport vid olympiska sommarspelen 2000
Herrarnas C-2 slalom vid olympiska sommarspelen 2000 hölls på Whitewater Stadium i Penrith. 

## Medaljörer
| Gren       | Guld                                            | Silver                                         | Brons                            |
| C2, slalom | Slovakien Pavol Hochschorner Peter Hochschorner | Polen Krzysztof Kołomański Michał Staniszewski | Tjeckien Marek Jiras Tomáš Máder |

## Resultat

### Kval
| Placering | Namn                                       | Nation         | Åk 1   | Åk 1  | Åk 1   | Åk 2   | Åk 2  | Åk 2   | Resultat |
| Placering | Namn                                       | Nation         | Tid    | Poäng | Totalt | Tid    | Poäng | Totalt | Totalt   |
| --------- | ------------------------------------------ | -------------- | ------ | ----- | ------ | ------ | ----- | ------ | -------- |
| 1         | Pavol Hochschorner & Peter Hochschorner    | Slovakien      | 130.64 | 2     | 132.64 | 134.49 | 2     | 136.49 | 269.13   |
| 2         | Frank Adisson & Wilfrid Forgues            | Frankrike      | 134.96 | 0     | 134.96 | 135.54 | 0     | 135.54 | 270.50   |
| 3         | Andre Ehrenberg & Michael Senft            | Tyskland       | 134.89 | 0     | 134.89 | 140.65 | 4     | 144.65 | 279.54   |
| 4         | Stuart Bowman & Nick Smith                 | Storbritannien | 138.95 | 0     | 138.95 | 139.65 | 2     | 141.65 | 280.60   |
| 5         | Marek Jiras & Tomáš Máder                  | Tjeckien       | 140.74 | 2     | 142.74 | 139.33 | 2     | 141.33 | 284.07   |
| 6         | Krzysztof Kołomański & Michał Staniszewski | Polen          | 144.46 | 4     | 148.46 | 137.48 | 0     | 137.48 | 285.94   |
| 7         | Andrzej Wójs & Sławomir Mordarski          | Polen          | 142.48 | 2     | 144.48 | 140.48 | 2     | 142.48 | 286.96   |
| 8         | Jaroslav Volf & Ondřej Štěpánek            | Tjeckien       | 151.29 | 2     | 153.29 | 137.28 | 0     | 137.28 | 290.57   |
| 9         | Benoît Gauthier & Tyler Lawlor             | Kanada         | 156.57 | 6     | 163.67 | 148.54 | 0     | 148.54 | 311.11   |
| 10        | Toni Herreros & Marc Vicente               | Spanien        | 143.93 | 52    | 193.95 | 144.69 | 4     | 148.69 | 344.62   |
| 11        | Kai Swoboda & Andrew Farrance              | Australien     | 143.32 | 4     | 147.32 | 146.01 | 54    | 200.01 | 347.33   |
| 12        | Matt Taylor & Lecky Haller                 | USA            | 144.43 | 54    | 198.43 | 153.39 | 2     | 155.39 | 353.82   |

### Final
| Placering | Namn                                       | Nation         | Åk 1   | Åk 1  | Åk 1   | Åk 2   | Åk 2  | Åk 2   | Resultat |
| Placering | Namn                                       | Nation         | Tid    | Poäng | Totalt | Tid    | Poäng | Totalt | Totalt   |
| --------- | ------------------------------------------ | -------------- | ------ | ----- | ------ | ------ | ----- | ------ | -------- |
| 1         | Pavol Hochschorner & Peter Hochschorner    | Slovakien      | 119.01 | 2     | 121.01 | 116.73 | 0     | 116.73 | 237.74   |
| 2         | Krzysztof Kołomański & Michał Staniszewski | Polen          | 124.19 | 0     | 124.19 | 119.62 | 0     | 119.62 | 243.81   |
| 3         | Marek Jiras & Tomáš Máder                  | Tjeckien       | 121.43 | 2     | 123.43 | 122.02 | 4     | 126.02 | 249.45   |
| 4         | Stuart Bowman & Nick Smith                 | Storbritannien | 121.85 | 2     | 123.85 | 126.08 | 0     | 126.08 | 249.93   |
| 5         | Jaroslav Volf & Ondřej Štěpánek            | Tjeckien       | 126.27 | 0     | 126.27 | 123.09 | 4     | 127.09 | 253.36   |
| 6         | Andrzej Wójs & Sławomir Mordarski          | Polen          | 119.74 | 2     | 121.74 | 127.77 | 6     | 133.77 | 255.51   |
| 7         | Frank Adisson & Wilfrid Forgues            | Frankrike      | 119.28 | 0     | 119.28 | 119.63 | 52    | 171.63 | 290.91   |
| 8         | Andre Ehrenberg & Michael Senft            | Tyskland       | 123.15 | 2     | 125.15 | 124.63 | 52    | 176.63 | 301.78   |